# Інститут гідробіології НАН України
Інститут гідробіології НАН України — науково-дослідна установа, підпорядкована НАН України.

## Історія
Інститут веде свій початок з 1909 року, коли Біологічна комісія Київського товариства любителів природи в околицях м. Києва — на Трухановому острові ініціювала створення Дніпровської біологічної станції — однієї з найперших у Європі.
Перший директор Дніпровської біологічної станції — професор Київського університету М. О. Кеппен (1909—1910).
Дніпровською біологічною станцією в 1920—1921 рр. керував професор М. Г. Холодний (згодом — академік АН УРСР), з 1922 по 1937 рр. — іхтіолог і гідробіолог професор Д. Є. Белінг. Тут працював В. І. Вернадський.
З 1921 р. Дніпровська біологічна станція у складі Всеукраїнської академії наук (ВУАН). З лютого 1934 р. станцію реорганізовано на Гідробіологічну станцію, з березня 1939 р. — на Гідробіологічний інститут АН УРСР у складі п'яти відділів: гідробіології, іхтіології, санітарної гідробіології, гідрофізіології та гідрохімії, а з 1940 р. — на Інститут гідробіології АН УРСР.
Директори інституту:
- (1940—1959) — Ролл Яків Володимирович, член-кореспондент АН УРСР;
- (1959—1973) — Топачевський Олександр Вікторович, академік АН УРСР;
- (1973—1975) — Сіренко Лідія Якимівна, доктор біологічних наук, професор;
- (1975—1979) — Малюк Віктор Іванович, доктор біологічних наук, професор;
- (1979—2016) — Романенко Віктор Дмитрович, академік НАН України, доктор біологічних наук, професор;
- з 2016 — Афанасьєв Сергій Олександрович, академік НАН України, доктор біологічних наук, професор.

## Сучасний стан
Інститут гідробіології НАН України у XXI ст. проводить дослідження за такими напрямками:
- вивчення біологічного різноманіття і механізмів функціонування прісноводних екосистем як основи для розробки технологій з біоіндикації, моніторингу та управління екологічним станом водних об'єктів;
- вивчення фізико-хімічних основ процесів міграції, трансформації та біологічної дії на гідробіонтів радіонуклідів і хімічного забруднення та шляхів їх регуляції;
- оцінка і прогнозування стану іхтіофауни у водоймах різного типу з метою раціонального використання водних живих ресурсів та збереження різноманіття риб;
- молекулярно-біологічні, клітинні та фізіологічні дослідження гідробіонтів як основа розроблення високоефективних технологій аквакультури.

## Контактна інформація
Адреса Інституту: просп. Володимира Івасюка, 12, Київ, 04210, Україна
Сайт: http://hydrobio.kiev.ua// [Архівовано 22 листопада 2015 у Wayback Machine.]